# Pachycephala hyperythra
Sibilante-ferrugíneo ou assobiadeira-bronzeada (Pachycephala hyperythra) é uma espécie de ave da família Pachycephalidae.
Pode ser encontrada nos seguintes países: Indonésia e Papua-Nova Guiné.
Os seus habitats naturais são: florestas subtropicais ou tropicais húmidas de baixa altitude.